# Deven Marrero
Deven Sommer Marrero (né le 25 août 1990 à Miami, Floride, États-Unis) est un joueur d'arrêt-court de la Ligue majeure de baseball.

## Carrière
Joueur à l'école secondaire American Heritage High de Plantation (Floride), Deven Marrero est repêché au 17e tour de sélection par les Reds de Cincinnati en 2009. Il repousse cette première offre pour rejoindre les Sun Devils de l'université d'État de l'Arizona, puis signe son premier contrat professionnel avec les Red Sox de Boston, qui en font leur choix de première ronde et le 24e joueur sélectionné au total par un club du baseball majeur au repêchage amateur de 2012. Marrero amorce la même année sa carrière professionnelle en ligues mineures et est au printemps suivant invité au camp des Red Sox : il est le premier joueur de position de la franchise depuis Scott Hatteberg en 1992 à participer au camp d'entraînement moins d'un an après avoir été repêché. Malgré une moyenne au bâton de seulement ,210 en 50 matchs à ses débuts au niveau Triple-A en 2014 pour les Red Sox de Pawtucket, Marrero est nommé meilleur joueur défensif de l'année dans le réseau de clubs-écoles de la franchise de Boston.
Deven Marrero fait ses débuts dans le baseball majeur avec Boston le 28 juin 2015 face aux Rays de Tampa Bay, et est pour ce premier match aligné au deuxième but plutôt qu'à sa position habituelle d'arrêt-court.